# Підгірний Богдан Васильович
Підгірний Богдан Васильович (21 квітня 1956, м. Біробіджан Хабаровського краю, нині РФ) — український кінооператор, журналіст. Член НСЖУ (2002).

## Життєпис
Від 1956 проживав у місті Тернопіль. Навчався у Тернопільському філіалі Львівського політехнічного інституту (1973—1975, нині ТДТУ), закінчив Київський інститут театрального мистецтва (1980, нині університет театру, кіно і телебачення).
Працював у ВО «Ватра», кінооператором на Кіностудії ім. О. Довженка (1980—1985), м. н. с. ТОКМ (1986—1989), оператором кіностудії «Галфільм» (1989—1991), телеоператором на TV-4 у Тернополі, від 1999 — на кіностудії «Укркінохроніка» (Київ), одночасно — на телестудії «1+1».

## Фільмографія
Серед робіт:
- «Петля» (1983, т/ф, 3 с; асистент оператора)
- «Паризька драма» (1983, х/ф, асистент оператора)
- «Пресвітлої дороги свічка чорна» (1992; 3 серії, реж. С. Чернілевський; фільм про Василя Стуса)
- «Хроніки від Фортінбраса» (2001, за есе О. Забужко)
- «Імена» (2003, телесеріал)
- «Правди дорога терниста» (2004, про В. Чорновола)
- «І знову я лечу до сонця» (2012, про українську оперну співачку Марію Стефюк) та ін.

## Праці
- Автор публікацій на культурологічні теми, сценаріїв, п'єс.
- Упорядник 2-томника спогадів про Василя Стуса «Нецензурний Стус» (Т., 2004).